# Galway Airport
Galway Airport (iriska: Aerphort na Gaillimhe) (IATA: GWY, ICAO: EICM), ligger vid Carnmore, omkring 6,5 kilometer från Galway city på Irland. Flygplatsen sköts av Corrib Airport Limited. Flygplatsen har dubblat antalet passagerare sedan 1998 och har nu omkring 200 000 passagerare varje år. Flygplatsen har omkring 22 000 landningar/startningar per år.
Den 21 februari 2007 fick flygplatsen € 6,3 miljoner av den irländska staten för att utveckla flygplatsen.
Galways flygplats är stängd för kommersiell trafik tills vidare.

## Transport
Trots att det endast är sex kilometer mellan flygplatsen och Galways stadscentrum är kollektivtrafiken dit inte speciellt bra. Det går endast en buss om dagen och det finns ingen järnvägslinje dit. Flygplatsen rekommenderar taxi från €15 per väg.